# Eshtīvān
Eshtīvān (persiska: اشتيوان) är en ort i Iran.   Den ligger i provinsen Khorasan, i den östra delen av landet, 800 km öster om huvudstaden Teheran. Eshtīvān ligger 1 251 meter över havet och antalet invånare är 607.
Terrängen runt Eshtīvān är platt norrut, men söderut är den kuperad. Terrängen runt Eshtīvān sluttar österut. Runt Eshtīvān är det ganska glesbefolkat, med 30 invånare per kvadratkilometer. Närmaste större samhälle är Mashhad Rīzeh, 19,8 km sydost om Eshtīvān. Omgivningarna runt Eshtīvān är i huvudsak ett öppet busklandskap.